# Рибутини (Кјети)
Рибутини (итал. Ributtini) је насеље у Италији у округу Кјети, региону Абруцо.
Према процени из 2011. у насељу је живело 262 становника. Насеље се налази на надморској висини од 126 м.